# FloraBase
《FloraBase》是一個關於西澳植物誌、可供公共存取的線上資料庫。它提供12,978個物種的權威科學資訊，包括描述、地圖、圖像、保育狀態和命名細節（nomenclatural details）；數據庫亦有記錄1,272個外來分類群（歸化雜草，naturalised weeds）。
該系統採用的資料集包括《西澳大利亞植物普查》和西澳洲植物標本館逾80.3萬植物標本收藏的數據庫。它由公園和野生動物部轄下的西澳洲植標本館營運，並於1998年11月設立。
在其分佈指南中，它結合了IBRA 5.1版及約翰·斯坦利·比爾德的植物省（botanical provinces）。

## 外部連結
- 官方网站